# 田中新七
田中 新七（たなか しんしち、1844年12月10日〈弘化元年11月1日〉 - 1922年〈大正11年〉2月2日）は、明治・大正時代の実業家、鉄道経営者である。横浜市で生糸商を営みつつ各地の鉄道事業に関係して関西鉄道社長などを務めた。愛知県出身。

## 経歴
弘化元年11月1日（新暦：1844年12月10日）、田中久兵衛の次男として生まれる。出身は尾張国（現・愛知県）の一宮地方。嘉永7年8月（1854年）に家を継ぎ、父の時代からの家業であった製糸業に従事。施設の改良を続けて増産や品質向上に努めて財を成した。さらに明治に入ると横浜にて生糸の商いを始める。田中商店では横浜の本店のほか京都・福井・金沢にも支店を構えた。
生糸商を営む傍ら、会社経営にも関係した。実業界進出は北海道で炭鉱と鉄道を営む北海道炭礦鉄道の役員就任が端緒である。同社では1893年（明治26年）5月、井上角五郎・雨宮敬次郎らと常議員（翌年取締役と改称）に就任した。次いで1896年（明治29年）4月、栃木・群馬両県を結ぶ鉄道を運営する両毛鉄道の取締役となる（ただし同社は翌年1月日本鉄道へ事業譲渡し解散）。さらに1897年（明治30年）3月、三重県の鉄道会社参宮鉄道で監査役に選ばれ、1898年（明治31年）12月には名古屋と大阪を結ぶ鉄道の経営にあたる関西鉄道で取締役に就いた。参宮鉄道では1900年（明治33年）10月監査役から取締役へ転ずる。関西鉄道においては鶴原定吉の後任として1901年（明治34年）8月社長に推され、1903年（明治36年）12月までこれを務めた。
1906年（明治39年）、鉄道国有法が公布される。同法の規定により、翌1907年（明治40年）10月1日付で関西鉄道および参宮鉄道の鉄道路線は国有化された。これに伴い両社は解散しており、田中はその清算人の一人となっている。北海道炭礦鉄道の鉄道路線も1906年10月1日付で国有化されたが、石炭事業を持っていた同社は北海道炭礦汽船と名を改めて存続しており、田中は以後1912年（大正元年）8月まで取締役に留まった。鉄道事業ではその他、1906年10月より京都の京都電気鉄道取締役を務め（1916年7月まで）、1909年（明治36年）4月からは大阪の南海鉄道（南海電気鉄道の前身）で取締役を務めた。さらに岩田作兵衛（元甲武鉄道取締役）の誘いで郷里愛知県での鉄道計画に参加し、1910年（明治43年）11月に愛知電気鉄道（名古屋鉄道の前身）として会社が発足すると取締役に選ばれた。
鉄道事業以外では、1910年4月、日本瓦斯というガス会社の設立とともに取締役となった。同社は福澤桃介（社長）が起業によるガス事業投資のための持株会社である。福澤に関係する企業では、1912年12月から1918年（大正7年）にかけて名古屋の電力会社名古屋電灯でも取締役を務めている。その他では1917年（大正6年）11月塗料メーカー日本ペイント製造（後の日本ペイント）にて監査役に就任。翌1918年10月、肥料メーカー日東硫肥（後の日東硫曹）が設立されると取締役となった。
1922年（大正11年）2月2日に死去、77歳没。南海鉄道取締役・愛知電気鉄道取締役・日本瓦斯取締役・日東硫肥取締役および日本ペイント製造監査役に在職中であった。

## 栄典
- 1921年（大正10年）12月26日 - 紺綬褒章受章（済生会事業資金として1万円を寄付したことによる）[3]

## 家族・親族
養子に田中国太郎（1876年9月生）がいる。国太郎は田中兵七の長男で、愛知県葉栗郡木曽川町（現・一宮市）の出身。子爵六郷政賢の妹・賀子（1878年生）を妻とした。
国太郎は1897年にアメリカ合衆国を訪れた際に炭化カルシウム（カーバイド）工場を視察したことを機にカーバイド事業を志し、1902年（明治35年）、福島県の郡山に工場を建設（田中カーバイド）してカーバイド製造を始めた。大正時代に入ると岐阜県の大垣に新工場を建設する。しかし大垣工場は1917年12月に揖斐川電化工業（後の揖斐川電化、現・イビデン）に引き取られた。父の死後、国太郎は「田中新七」を襲名して家業の生糸商田中商店を継ぎ、横浜の財界人として活動した。